# 機動戦士ガンダムUC MSV 楔
『機動戦士ガンダムUC MSV 楔』（きどうせんしガンダムユニコーン MSV くさび）は、本橋雄一による日本の漫画作品。角川書店のガンダムシリーズ専門誌『ガンダムエース』にて連載された。
本記事では、同じ作者による本作未収録の関連作品についても取り上げる。

## 概要
『機動戦士ガンダムUC』の外伝作品で、「UC-MSV」に分類されるモビルスーツ（MS）に焦点を当てた短編集。『UC』本編や、同じく外伝の『機動戦士ガンダムUC 『袖付き』の機付長は詩詠う』の登場人物の一部も登場し、また本作の登場人物の一部も『機動戦士ガンダム U.C.0094 アクロス・ザ・スカイ』および『機動戦士ガンダム U.C.0096 ラスト・サン』に登場している。
また、本作以前に同じく本橋雄一によって描かれ、『ガンダムユニコーンエース』Vol.2に掲載された『ガンダムUC』の短編外伝「機動戦士ガンダム 戦場のピアニスト ─バイエル─」が、オムニバス短編集『ガンダムユニコーンエース 逆襲のフル・フロンタル』に収録された。

## 各話タイトル
1. 銀の弾丸 シルヴァ・バレト
2. 隠密任務 EWACジェガン〈前編〉
3. 隠密任務 EWACジェガン〈後編〉
4. 仮想敵機 デルタガンダム
5. 三本の矢 リゼルディフェンダーユニット[注 2]
6. 危険な原石 シナンジュ・スタイン

## 登場人物

### 地球連邦軍
以下の人物は機動戦士ガンダムUC#登場人物を参照。
- アーロン・テルジェフ（第4話）
- ジョナ・ギブニー（第4話）
- リディ・マーセナス（第4話）

ハンス・ロックフォード
第1話に登場。作中では「ハンス」とのみ呼ばれる。階級は大尉。
シルヴァ・バレト（ファンネル試験型）のテスト・パイロット。宇宙世紀0092年にネオ・ジオン軍残党のエンドラ級巡洋艦を母艦とするガザDの部隊を相手に実戦テストをおこない、殲滅する。コード・ネームはB001（ブリット・ワン）。
なお、第1話はゲーム『機動戦士ガンダムUC』のダウンロードコンテンツのミッション「銀弾は放たれた」のコミカライズとなっているが、ゲームでの敵母艦はムサカ級巡洋艦である。
ブルー / ライリー・アクロイド
第2-3話に登場。コード・ネームでのみ呼ばれ、作中で本名は明かされない。階級は少尉。
0095年、EWACジェガンに搭乗して「袖付き」の本拠地「パラオ」への隠密偵察および撮影をおこない、僚機を失うも無事に帰還する。オッパシのドラッツェを行動不能にし、ザミュ・サミュのドーベン・ウルフのメガ・ランチャーの砲撃から岩塊を盾にして逃れており、パイロットの腕は確か。ヘルメットに"131th RECON"の文字と、フクロウをモチーフにした部隊章が描かれている。マーイという恋人がいる。
第2-3話もゲーム『機動戦士ガンダムUC』のダウンロードコンテンツのミッションである「隠密任務」のコミカライズとなっているが、偵察対象が変更になっており、ゲームでは「袖付き」の旗艦「レウルーラ」に対して強行偵察および撮影をおこなう。恋人の名前も同じくマーイであるが、「ホワイト」は登場しない。
ホワイト / レン・セック
第2話に登場。「ブルー」同様、作中ではコード・ネームでのみ呼ばれる。階級は少尉。
「ブルー」の同僚で、同じくEWACジェガンに搭乗し、ともにパラオへの隠密偵察および撮影をおこなう。マーイに友達を紹介してもらう約束だったが、ザミュのドーベン・ウルフに気付かず、ビーム・サーベルにより無抵抗のまま戦死。

#### スリーアローズ隊
第5話に登場。女性パイロット3名によるMS小隊。「一の矢」から「三の矢」までの3段連携攻撃を得意とする。ディフェンサー・ユニットを装備し、リミッターを解除したリゼルに搭乗し、0096年に廃棄コロニーを拠点とするネオ・ジオン軍残党を強襲、殲滅する。
リゼルは緑を基調に塗装されており、左胸にはコード・ネームA001-003（アロー1-3）をそれぞれ図案化したパーソナル・エンブレムが描かれている。普段もこのコード・ネームで呼び合っているが、『ラスト・サン』でジョリオン・デイに自己紹介する形で本名と年齢が明らかになった（ジョリオンは本名の頭を繋げると「デラ・ベッ・ピン」になるとぼそっと指摘する）。リゼル（ディフェンサー・ユニット未装備）で「他機種携行武装の新型機流用検証」の任務に就いていたところに、急遽多用途輸送艦「アンヴァルの護衛を命じられ、94式ベースジャバーで合流地点のラビアンローズ級ドック艦に急行する。ジョリオンたちを救出するため本来のMS隊が「ブランダムール」に移ったあともアンヴァルの護衛を続ける。
アロー1 / デラックス・プレイ
ディフェンサーaユニット装備のリゼルに搭乗。20歳、金髪のショートカット。元気で気が強く、先輩のアロー2に「太っちょ」と罵られても「あとは枯れてゆくだけ」と言い返す。
『ラスト・サン』での自己紹介では、身長の低さを弄った相手は大体病院送りにしたと語る。リゼルはジェガン（エコーズ仕様・コンロイ機）のハンドガンを2丁携行する。
アロー2 / ベッキー・チェスカ
ディフェンサーaユニット装備のリゼルに搭乗。24歳、黒髪のロングヘアー。クールな性格だが、アロー1と言い合いになることも。
『ラスト・サン』ではガンダムMk-IIのハイパー・バズーカ2丁を携行したリゼルに搭乗する。
アロー3 / ピンク・キャンディ
ディフェンサーbユニット装備のリゼルに搭乗し、長距離射撃を担当。名言はされていないが、スリーアローズの隊長的存在。2?歳（手で隠される）、金髪のゆるいウェーブヘアー。戦闘時には「息苦しい」とノーマルスーツのヘルメットを脱ぎ、胸元をあらわにし、眼鏡をかける。「いい男」を常に探しており、「強敵への礼儀」としてバウのコックピット・ハッチを破壊してパイロットの顔を見定めたあと（このときの評価は「かっこいいじゃない」）、バウの四肢を破壊して行動不能にする。
『ラスト・サン』では、同僚の二人に本名を明かされる。両親に恨みはないものの本名で呼ばれるのを苦手としており、プライベートでもコード・ネームで呼び合うのは彼女が決めたことである。いい男探しは相変わらずで、サイド1のコロニー「シャングリラ」で猛スピードの車とすれ違った際に、運転手のビーチャ・オーレグの顔を確認し、「好みの顔」と評する動体視力をもつ。また、彼女の投げキッスはリゼルのコックピットから宇宙空間を挟んだアンヴァルの子供たちまで届く。リゼルC型に搭乗し、Ζガンダムのハイパー・メガ・ランチャーを携行。

### 民間人
フランク・マック
第5話に登場。アナハイム・エレクトロニクス社の技術開発試験担当で、褐色の肌をもつ35歳（『ラスト・サン』より）。口髭と顎髭を生やした中年太り。
スリーアローズ隊のアロー3のリゼルに同乗し、データを収集する。アロー3の色香に前かがみになっているのは彼女にばれているが、男はそういうものだとクールを気取る。
『ラスト・サン』では、ふたたびスリーアローズ隊とともに仕事をしている。同隊がアンヴァル護衛の任に就いたあとは、アンヴァルでMSの整備を手伝う。

### ネオ・ジオン残党軍（「袖付き」）
以下の人物は機動戦士ガンダムUC#登場人物を参照。
- ザミュ・サミュ（第2-3話）
- ジェトロ（第3話）
- テルス（第2-3話）
- フル・フロンタル（第6話）

カサーケ
第3話に登場。アイザックに搭乗。ザミュが破壊した「ホワイト」のEWACジェガンの上半身を回収し帰投する。
搭乗機はモノクロでしか確認できないが、原作版に登場するアイザックとは塗り分けが異なる。
オッパシ
第3話に登場。ドラッツェ（袖付き仕様）に搭乗。「ブルー」のEWACジェガンのハンド・グレネードにより行動不能にされるが、ザミュ曰く「ただでさえレア」な機体とともにテルスに救助される。
ワークラッハ・バナム
第6話に登場。24歳、階級は少尉。フルネームと年齢は『ラスト・サン』より。
テスト・パイロットとしてシナンジュ・スタインに搭乗し、「改修作業前の最終稼働確認並びに新型専用兵装の適合試験」をおこなう。ゴティからMSの操縦は「良くも悪くも真面目」と評され、フル・フロンタル大佐の専用機となる同機に変な「クセ」を付けないよう、この試験に抜擢されている。試験の補佐をしながら挑発するミノッコへの怒りに同機のインテンション・オートマチック・システムが反応してしまい、彼のギラ・ズールのコックピットを殴りつけ、ビーム・ライフルの銃口を向け射殺する。ゴティには「悲しい事故」となだめられるが、最終的にトリガーを引いたのは自分であると主張する。巻末の「AFTER THE FACT」では、手錠をかけられマイクに向かって証言する姿が描かれる。
『ラスト・サン』では、パラオで収監されている。短髪で、目つきも鋭くなり容貌が変わっている。ゴティからブランダムール隊への参加を要請され、搭乗機はドーベン・ウルフが与えられる。生真面目なところをたびたびタマキ・エトールにからかわれ怒るが、宇宙世紀0105年には彼女との間に2人の子供をもうけている。
ゴティ・ハヤミ
Gothi
第6話に登場。女性、30歳。階級は中尉。フルネームと年齢は『ラスト・サン』より。
シナンジュ・スタインの試験責任者。フロンタルの信頼も厚いが、試験で起きた事故を「あえてこうなるように演出しているように見えた」と言われ、彼を「相も変わらず喰えないお方だよ」と評する。
『アクロス・ザ・スカイ』では、宇宙世紀0094年に発生したガンダムデルタカイ強奪事件についてフロンタルに報告し、リバウとギラ・ドーガ（フロンタル機だが、パイロットは異なる）の派遣を進言する。
ミノッコには「技術屋風情が」と蔑まれているが、『ラスト・サン』では宇宙世紀0096年に「ブランダムール」の艦長に任命される。ブランダムール隊のMSパイロットの一人として、収監されているワークラッハを抜擢する。同隊隊長のルガー・ルウに対しては、以前より穏やかになり、まっすぐな発言をするようになった彼女の「ファン1号」を公言する。
ミノッコ
第6話に登場。階級は中尉。
ギラ・ズールに搭乗し、シナンジュ・スタインの試験を補佐するが、撃墜数ゼロのワークラッハがテスト・パイロットを務めるのが面白くなく、「ワーク坊や」と呼ぶなど茶々を入れたり、ゴティに自分に代わるように進言したりする。最期は同機にコックピットを撃ち抜かれ死亡。
リッツォ
「戦場のピアニスト」に登場。ギラ・ズールのパイロットだが、元ピアノ講師。来週の音楽隊への入隊試験のため、バーにあるピアノを使って練習する。
連邦軍のパラオ攻略戦の際に居住区で攻撃を受け、建物に突っ込み擱座する。ジェガンD型に銃口を突きつけられるが、崩れた建物から落ちてきたピアノを唯一動く左腕で反射的に捕まえる。ジェガンのパイロットの娘もピアノを弾いており、シミュレーターではなく本物で練習したほうが上手くなるだろうとそのピアノを欲しがる。ジェガンがピアノを受け取る直前にピアノを落とし、左腕でビーム・ホークを握りジェガンのコックピットを破壊するが、同時にジェガンのビーム・ライフルでコックピットを撃ち抜かれ相討ちとなり戦死。
ヤナーチェク
「戦場のピアニスト」に登場。リッツォの同僚で、同じくギラ・ズールのパイロット。サティが好きで、バーでピアノを弾くリッツォをほめるが、もっと景気のよい曲を弾くよう促す。
擱座したリッツォ機を助けようとした際にジェガンD型のビーム・ライフルにより大破。しかしまだ生きており、リッツォが仕掛けたタイミングに合わせてジェガンを攻撃するが、返り討ちに遭い爆発、戦死。

## 登場兵器

### 地球連邦軍
- ARX-014P シルヴァ・バレト（ファンネル試験型）
- RGM-89D ジェガンD型（「戦場のピアニスト」）
- RGM-89DEW EWACジェガン
- RGZ-95 リゼル
- MSN-001 デルタガンダム（シミュレーター）
- MSN-001A1 デルタプラス
- サラミス改級巡洋艦
- クラップ級巡洋艦

### ネオ・ジオン残党
- AMX-006 ガザD
- AMX-101 ガルスJ
- AMX-107 バウ
- AMS-119 ギラ・ドーガ
- ムサイ級軽巡洋艦
- エンドラ級巡洋艦

「袖付き」
- MS-21C ドラッツェ
- RMS-119 アイザック
- AMX-003 ガザC
- AMS-129 ギラ・ズール
- MSN-06S シナンジュ・スタイン

## 単行本
1. 2013年3月26日刊行 ISBN 978-4-04-120643-0

- 『ガンダムユニコーンエース 逆襲のフル・フロンタル』2014年6月26日刊行 ISBN 978-4-04-101753-1

「機動戦士ガンダム 戦場のピアニスト ─バイエル─」を収録。